# بونویل، اندر
بونویل، اندر (به فرانسوی: Bonneuil) یک کمون در فرانسه است که در اندر واقع شده‌است. بونویل ۱۱٫۴۱ کیلومتر مربع مساحت و ۹۴ نفر جمعیت دارد و ۲۱۰ متر بالاتر از سطح دریا واقع شده‌است.